# Hünengrab Ottersleben
Das Hünengrab Ottersleben war eine prähistorische Grabanlage westlich des Magdeburger Stadtteils Ottersleben. Die Grabanlage ist nicht mehr vorhanden. Der Name Hünengrab hat sich jedoch als Flurbezeichnung für das Gebiet erhalten.

## Lage
Das Hünengrab lag auf einem Hügel am östlichen Rand der Magdeburger Börde. Der Hügel ist eiszeitlichen Ursprungs und hat eine Höhe von 121,6 Meter über Normalnull. Der Hügel liegt nördlich eines Feldweges, der verlängerten Königstraße, hier auch Hohendodelebener Graseweg genannt. Westlich des Bereichs verläuft heute die Bundesautobahn 14, nördlich und östlich erstreckt sich das Gelände der Deponie Hängelsberge.

## Geschichte
Über das ursprüngliche Aussehen der Grabanlage liegen keine Informationen mehr vor. In der von Christian Peicke 1902 verfassten Chronik von Ottersleben wird geschildert, dass die Steine der Gräber bereits in vergangenen Zeiten in Ottersleben als Prellsteine Verwendung fanden. Wohl auch gefundene Aschegefäße gingen verloren. Ein auf dem Hünengrab gefundenes Steinbeil gelangte in den Besitz des ehemaligen Naturkundlichen Museums Magdeburg.
In der Nähe des Hünengrabbereichs entstand eine Sandgrube in der Formsand zur Verwendung in Magdeburger Gießereien abgebaut wurde. Da der Boden des umgebenden Geländes nur wenig fruchtbar ist, fand eine landwirtschaftliche Nutzung nur eingeschränkt statt. Im westlichen Teil liegt eine etwa 20 cm starke Humusschicht auf lehmigen Feinsand, der sich wiederum auf einer Geröllschicht befindet. Im Ostteil ist die Kulturschicht gar nur zwischen drei und fünf cm mächtig. Der Bereich wurde daher nur als Schafweide genutzt. Der westliche Teilbereich fand zeitweise, bis etwa 1948, auch als Acker Verwendung. Eine nördlich des Hünengrabs befindliche weitere Sandgrube wurde in den 1960er Jahren vom Volksgut Ottersleben mit Muttererde verfüllt und in den dort angrenzenden Acker einbezogen.
Im Zweiten Weltkrieg wurde im Rahmen der Luftverteidigung Magdeburgs auf der Erhebung eine Flakbatterie eingerichtet. Im April 1945 kam es zu Kämpfen mit den von Westen aus Richtung Langenweddingen vorrückenden US-amerikanischen Truppen. Mehrere der dabei gefallenen jugendlichen Flakhelfer sind auf dem Ottersleber Friedhof beigesetzt.
Mit dem nach 1945 einsetzenden Ende der landwirtschaftlichen Nutzung verkam der Bereich des Hünengrabs zur wilden Müllkippe. Ein Versuch des Landwirts Georg Prescher in den 1950er Jahren dort Riesenhonigklee anzubauen schlug fehl. 1971 gelang es der Jagdgesellschaft Südwest die Stadt Magdeburg zu einer Beräumung des Gebiets zu veranlassen. Der illegale Müll wurde mit einem Dumper zusammengeschoben und abtransportiert. Die Jagdgesellschaft pflanzte Büsche, vor allem Blasenstrauch an. Naturschutzhelfer, Imker und Jäger ergriffen dann eine Initiative um den Bereich zu einem Feldgehölz umzugestalten. Ab 1972 fanden weitere Anpflanzungen statt. Unter anderem kamen Blasenstrauch, Feldahorn, Scheinindigo, Schlehdorn und Zuckerahorn zur Anpflanzung. Im Frühjahr 1974 kamen Linden, Robinie und Schneebeere hinzu. Unterstützt wurde dies von der örtlichen LPG Freie Erde, die aufgrund illegaler Fällungen von Pappeln am Wiesengraben zu Ersatzpflanzungen verpflichtet worden war. 1975 wurden, es hatte große Ausfälle bei den Sätzlingen gegeben, noch mehrere tausend Kiefernsämlinge gesetzt. In den nachfolgenden Jahren wurden die Anpflanzungen, unter anderem mit Pappeln, fortgeführt. 1988 bestanden zeitweise Pläne das Feldgehölz zu entfernen und dort eine Grube zur Lagerung von Fäkalien der Magdeburger Stadtentwässerung zu bauen. Proteste aus der Bevölkerung und den bisher bei der Schaffung des Feldgehölzes Aktiven verhinderte jedoch eine Umsetzung der Planung. Allerdings gab es weiterhin Probleme durch illegale private Müllablagerungen, die auch diverse Autowracks umfassten.
Das Feldgehölz Hünengrab diente als Lebensraum von Niederwild, Fasan, Rebhuhn und Singvögel. 1993 wurde eine Nachtigall beobachtet. Dann erfolgten jedoch erhebliche weitere Eingriffe in das Landschaftsbild der näheren Umgebung. Die nördlich gelegene Mülldeponie wurde saniert und umgebaut. Größere Mengen Aushub wurden dabei am Rande des Gehölzes abgelagert. Mit dem Bau der A 14 wurden südlich des Gehölzes große Mengen Kies, Sand und Ton entnommen, so dass eine tiefe Geländesenke entstand, die bis in den Grundwasserspiegel reicht. Zeitweise liegt dort eine Wasserfläche frei. Es kam zu einer Grundwasserabsenkung. Etwas weiter östlich wurde eine Umgehungsstraße für Ottersleben gebaut. Insgesamt ist ein starker Landschaftsverbrauch eingetreten, der den ökologischen Wert des Gebiets und auch die Geeignetheit als Erholungsraum für den Menschen stark einschränkt.